# Menhire von Goresto

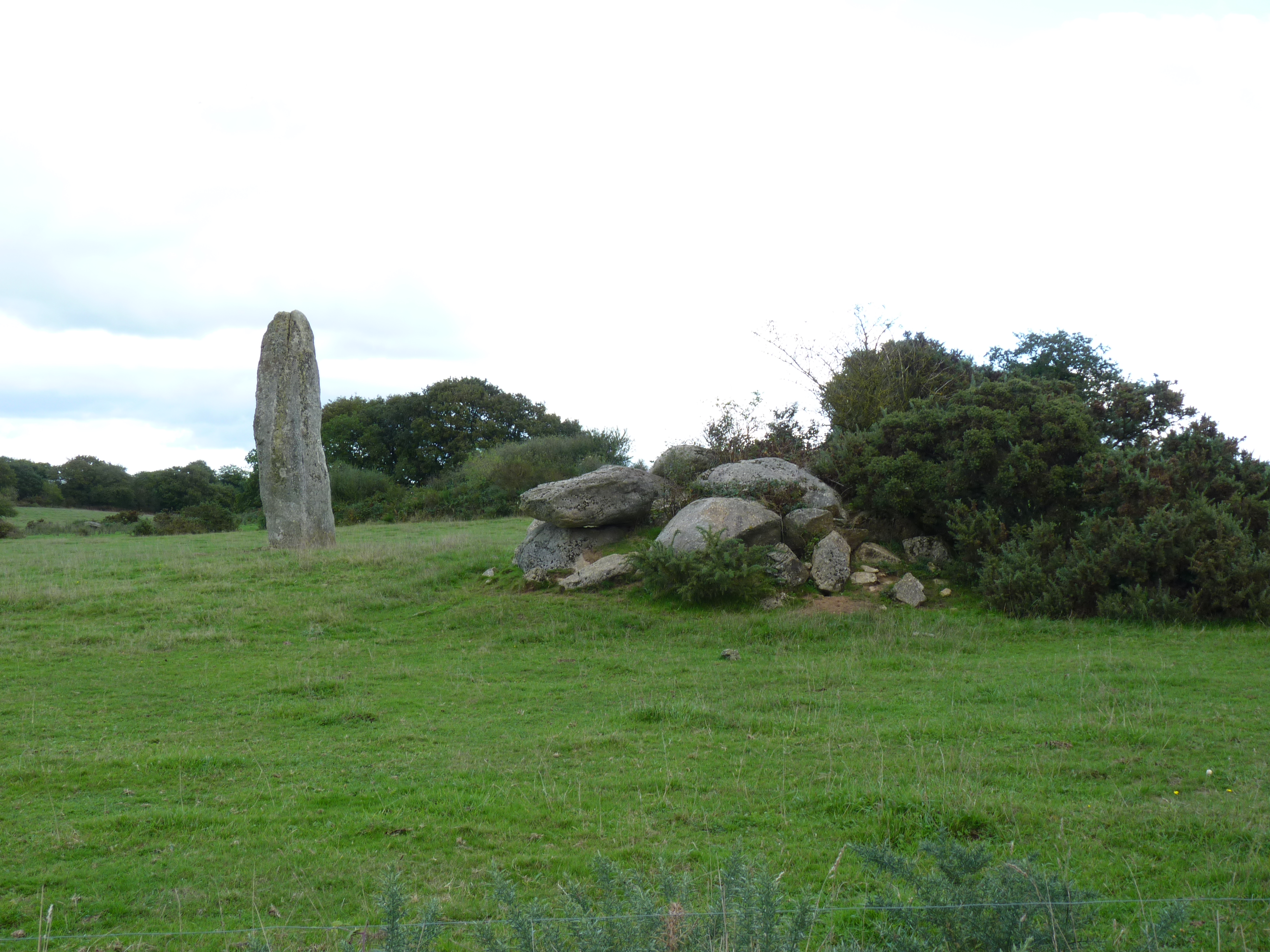
Menhir 1 von Goresto

Die Menhire von Goresto stehen nordöstlich von Canihuel, bei Saint-Nicolas-du-Pélem im Département Côtes-d’Armor in der Bretagne in Frankreich. Die Menhire von Goresto sind eine Gruppe von drei Menhiren aus Granit. 
Der Menhir 1 steht etwa 200 m südlich der beiden anderen. Er ist 5,6 m hoch, bis zu 2,1 m breit und 1,25 m dick. Der Schlitz in der Oberseite ist Ergebnis eines Blitzschlags.
Die Menhire 2 und 3 stehen 6,2 m voneinander entfernt. Einer misst 2,3 m in der Höhe, 1,30 m in der Breite und ist 0,95 m dick. Der andere misst 1,45 m in der Höhe, 1,1 m in der Breite und ist 0,8 m dick.
Etwa 500 m östlich steht der 3,8 m hohe, 2,4 m breite und 2,2 m dicke, massige Menhir von Bodquelen.
Menhir 1 ist seit 1969 als Monument historique registriert.